# Cinco de Mayo, Santiago Tuxtla
Cinco de Mayo är en ort i Mexiko.   Den ligger i kommunen Santiago Tuxtla och delstaten Veracruz, i den sydöstra delen av landet, 400 km öster om huvudstaden Mexico City. Cinco de Mayo ligger 18 meter över havet och antalet invånare är 374.
Terrängen runt Cinco de Mayo är platt, och sluttar västerut. Runt Cinco de Mayo är det ganska tätbefolkat, med 67 invånare per kvadratkilometer. Närmaste större samhälle är Francisco I. Madero, 10,2 km öster om Cinco de Mayo. Trakten runt Cinco de Mayo består till största delen av jordbruksmark.